# Гренвил (Њу Мексико)
Гренвил (енгл. Grenville) град је у америчкој савезној држави Њу Мексико.

## Демографија
По попису из 2010. године број становника је 38, што је 13 (52,0%) становника више него 2000. године.
| Група             | 2000.       | 2010.      |
| Белци             | 25 (100,0%) | 36 (94,7%) |
| Афроамериканци    | 0 (0,0%)    | 0 (0,0%)   |
| Азијати           | 0 (0,0%)    | 0 (0,0%)   |
| Хиспаноамериканци | 0 (0,0%)    | 2 (5,3%)   |
| Укупно            | 25          | 38         |